# Robert Bellarmino
Sveti Robert Bellarmino (italijansko Roberto Francesco Romolo Bellarmino), DJ, italijanski rimskokatoliški duhovnik, škof in kardinal, * 4. oktober 1542, Montepulciano, † 17. september 1621.

## Življenjepis
21. septembra 1560 je podal redovne zaobljube pri jezuitih. Leta 1570 je prejel duhovniško posvečenje. 3. marca 1599 je bil povzdignjen v kardinala. Med letoma 1602 in 1605 je bil nadškof Capue.
13. maja 1923 je bil beatificiran in 29. junija 1930 še kanoniziran.